# Baetis Chasma
Il Baetis Chasma è una struttura geologica della superficie di Marte.